# Ratched
Ratched est une série télévisée américaine créée par Evan Romansky et développée par Ryan Murphy, diffusée le 18 septembre 2020 sur le service Netflix partout dans le monde, incluant les pays francophones.
Il s'agit d'une série basée sur le roman Vol au-dessus d'un nid de coucou de l'écrivain américain Ken Kesey, et plus précisément sur le personnage de l'infirmière Mildred Ratched, dont elle explore la vie avant les événements du roman.

## Synopsis
En 1947, l'infirmière Mildred Ratched arrive à Lucia en Californie du Nord. Ancienne infirmière de guerre, Mildred souhaite rejoindre l'équipe de l'hôpital psychiatrique du Dr Richard Hanover. Au premier abord, elle semble être froide mais tout à fait normale. En réalité, elle cache des secrets, une face très sombre ainsi qu'un lien avec Edmund Tolleson, un homme arrêté pour avoir violemment assassiné un groupe de prêtres.
Arrivée à l'hôpital, elle va être témoin de pratiques de torture comme la lobotomie. Sa rencontre avec Gwendolyn Briggs, la responsable de campagne du gouverneur de Californie, va également bousculer sa vie. 
La série explore alors ce qui va la conduire aux événements de Vol au-dessus d'un nid de coucou et qui va faire d'elle l'un des monstres les plus célèbres de la littérature et du cinéma.

## Distribution

### Acteurs principaux
- Sarah Paulson (VF : Juliette Degenne) : l'infirmière Mildred Ratched
- Finn Wittrock (VF : Donald Reignoux) : Edmund Tolleson
- Cynthia Nixon (VF : Anne Rondeleux) : Gwendolyn Briggs
- Jon Jon Briones (VF : Stéphane Ronchewski) : Dr Richard Hanover
- Charlie Carver (VF : Nicolas Duquenoy) : Huck Finnigan
- Judy Davis (VF : Marie Vincent) : l'infirmière Betsy Bucket
- Sharon Stone (VF : Micky Sébastian) : Lenore Osgood

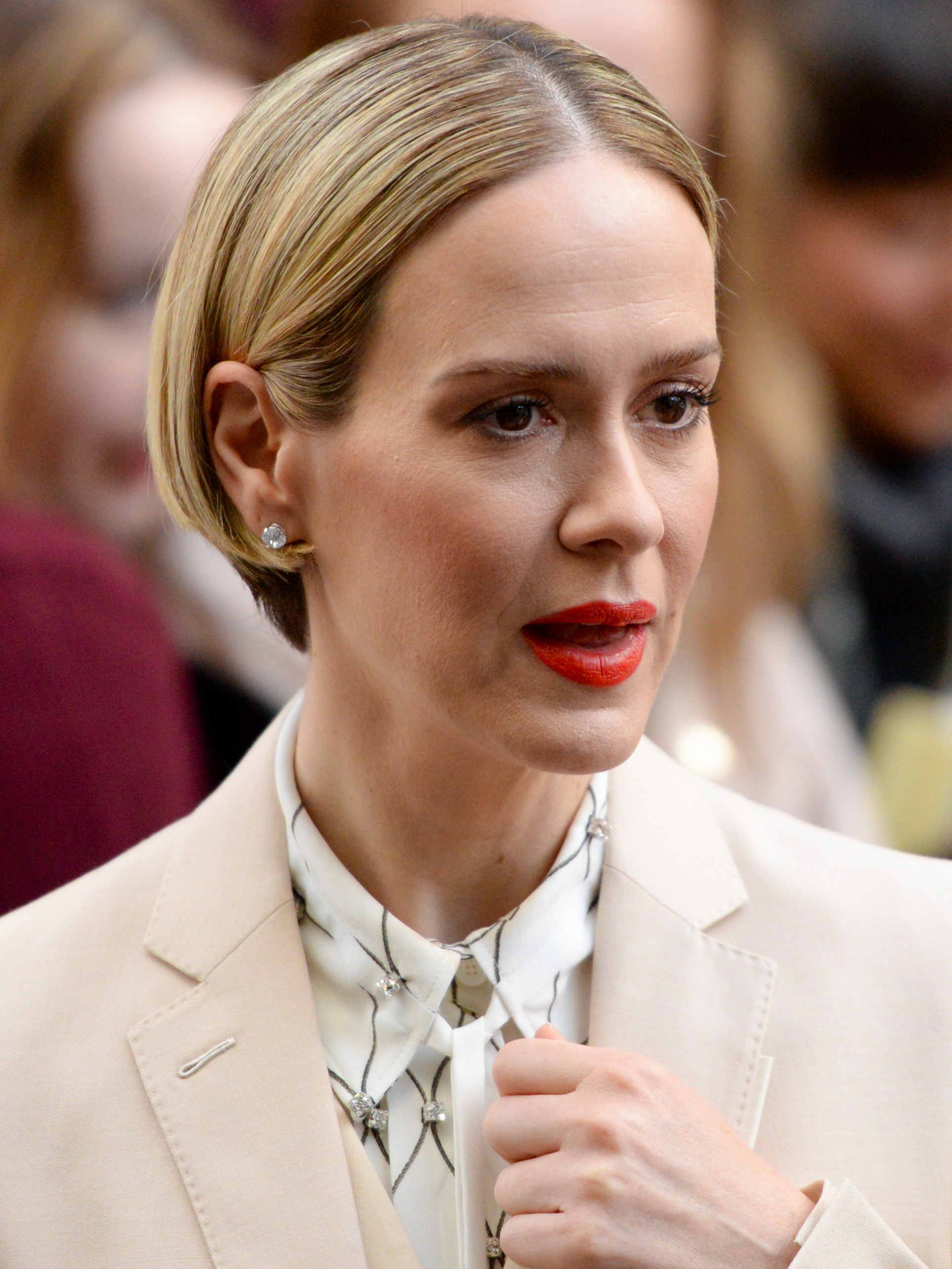
Sarah Paulson interprète Mildred.
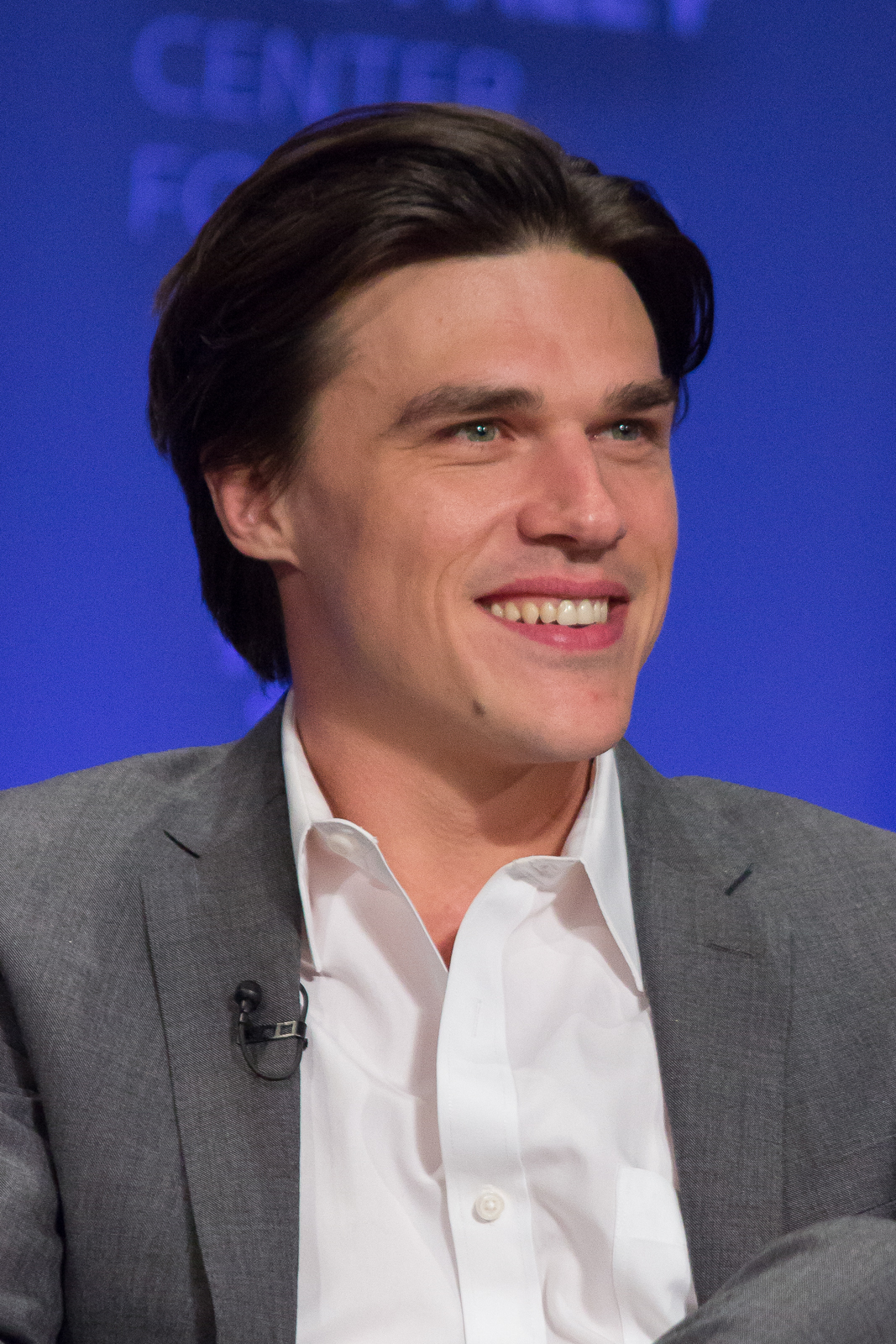
Finn Wittrock interprète Edmund.
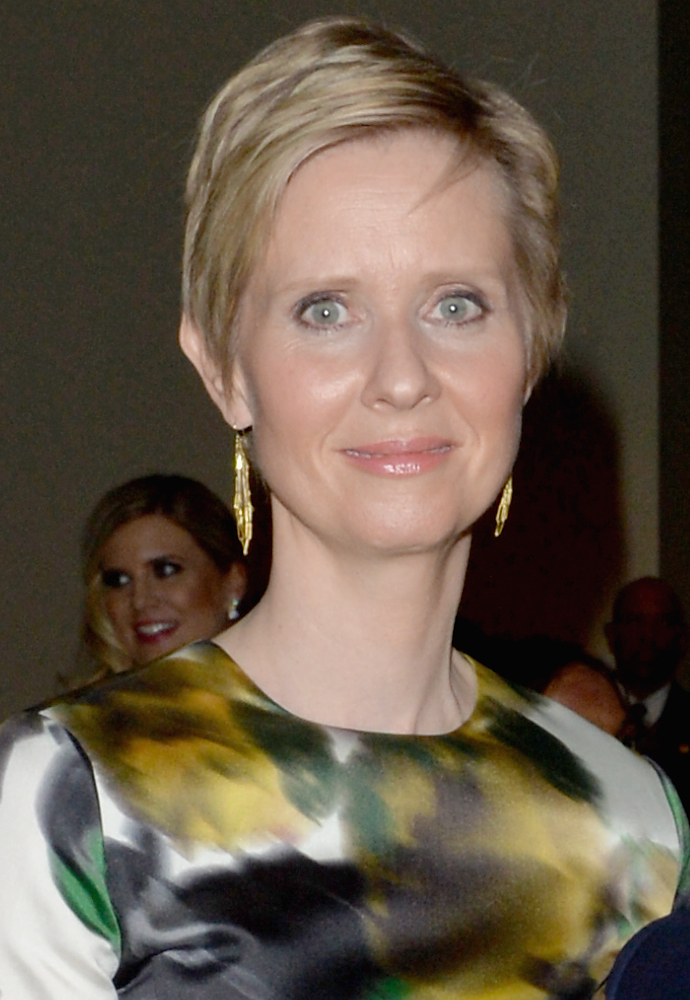
Cynthia Nixon interprète Gwendolyn.
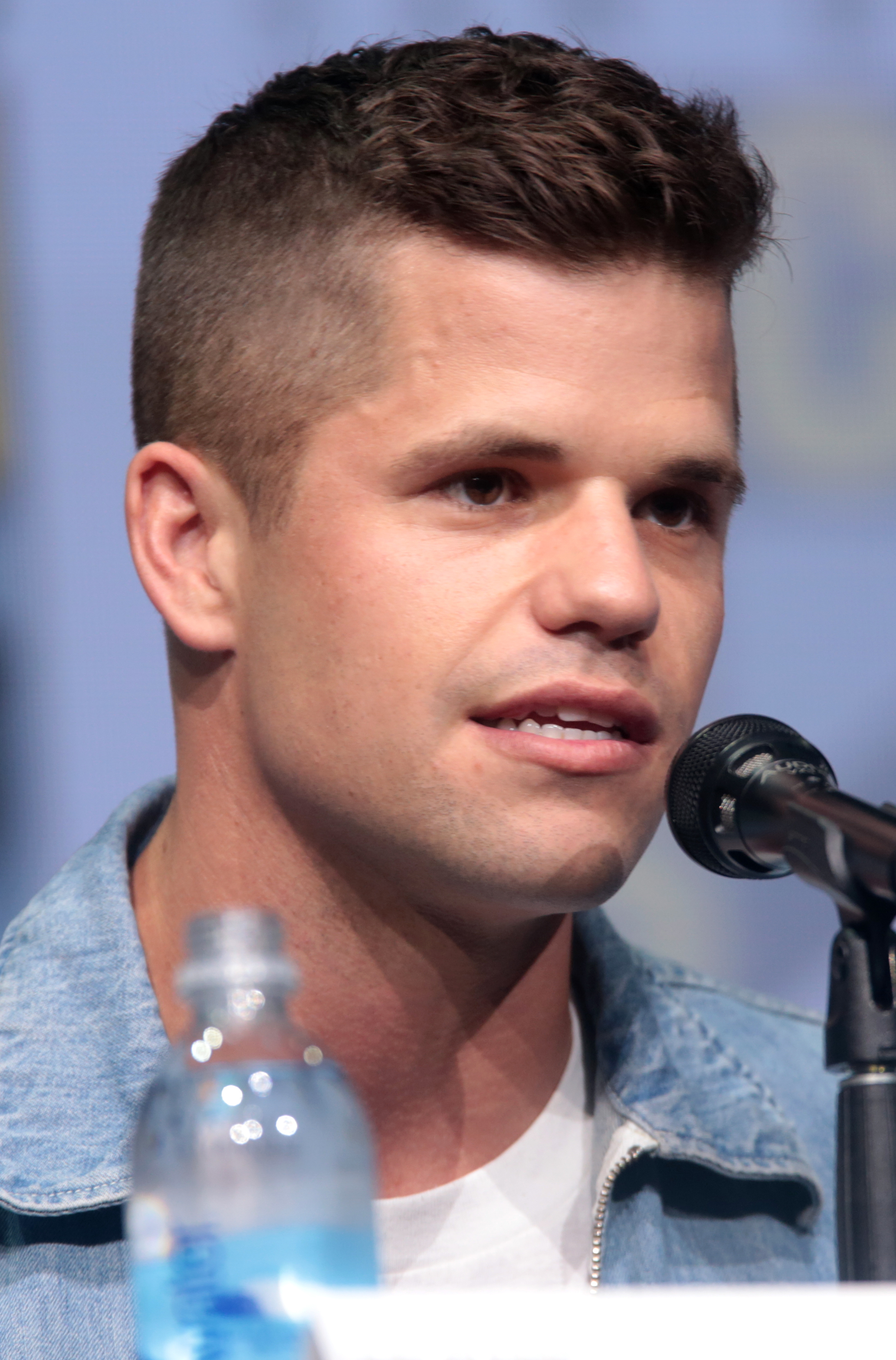
Charlie Carver interprète Huck.
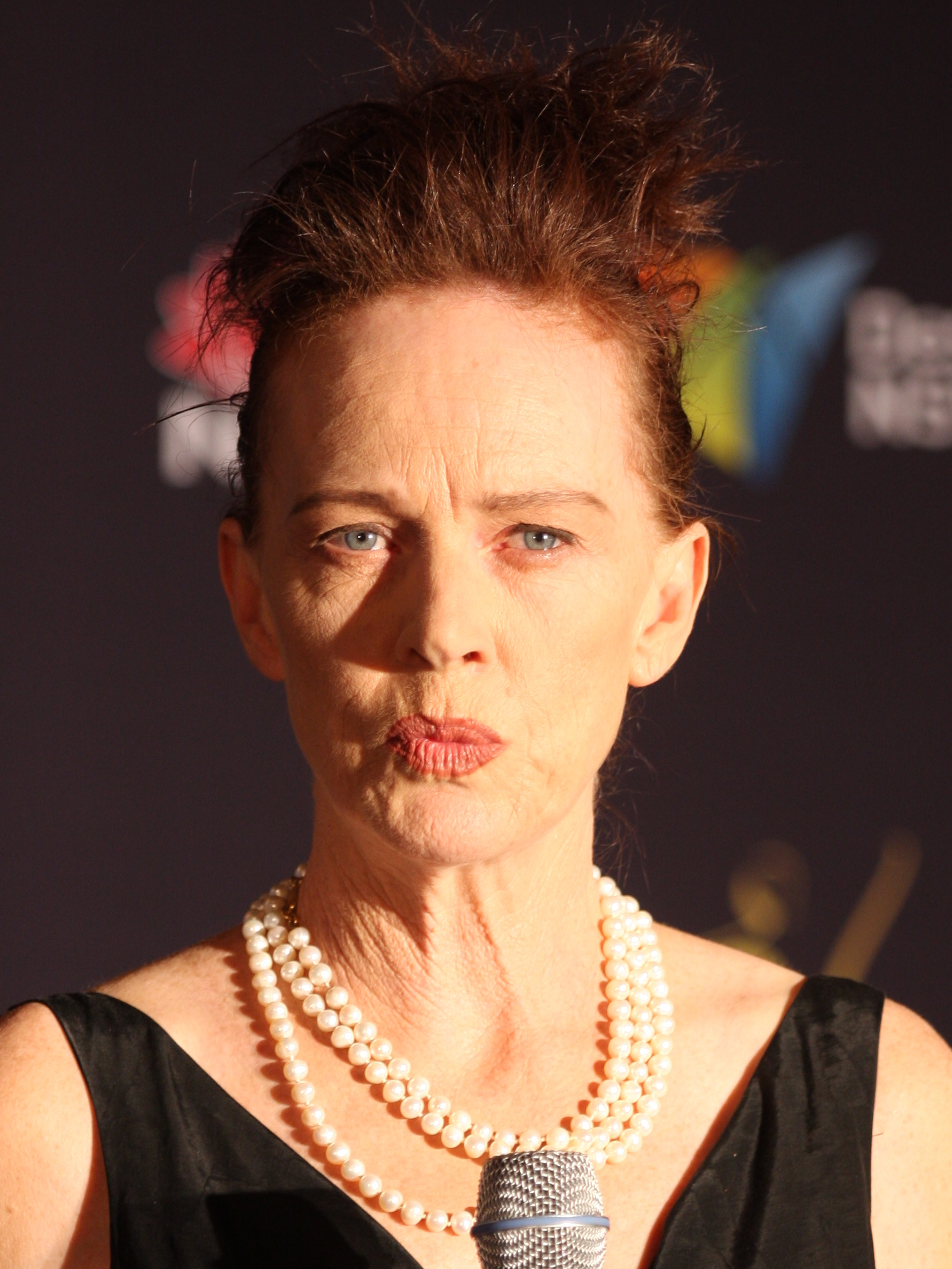
Judy Davis interprète Betsy.
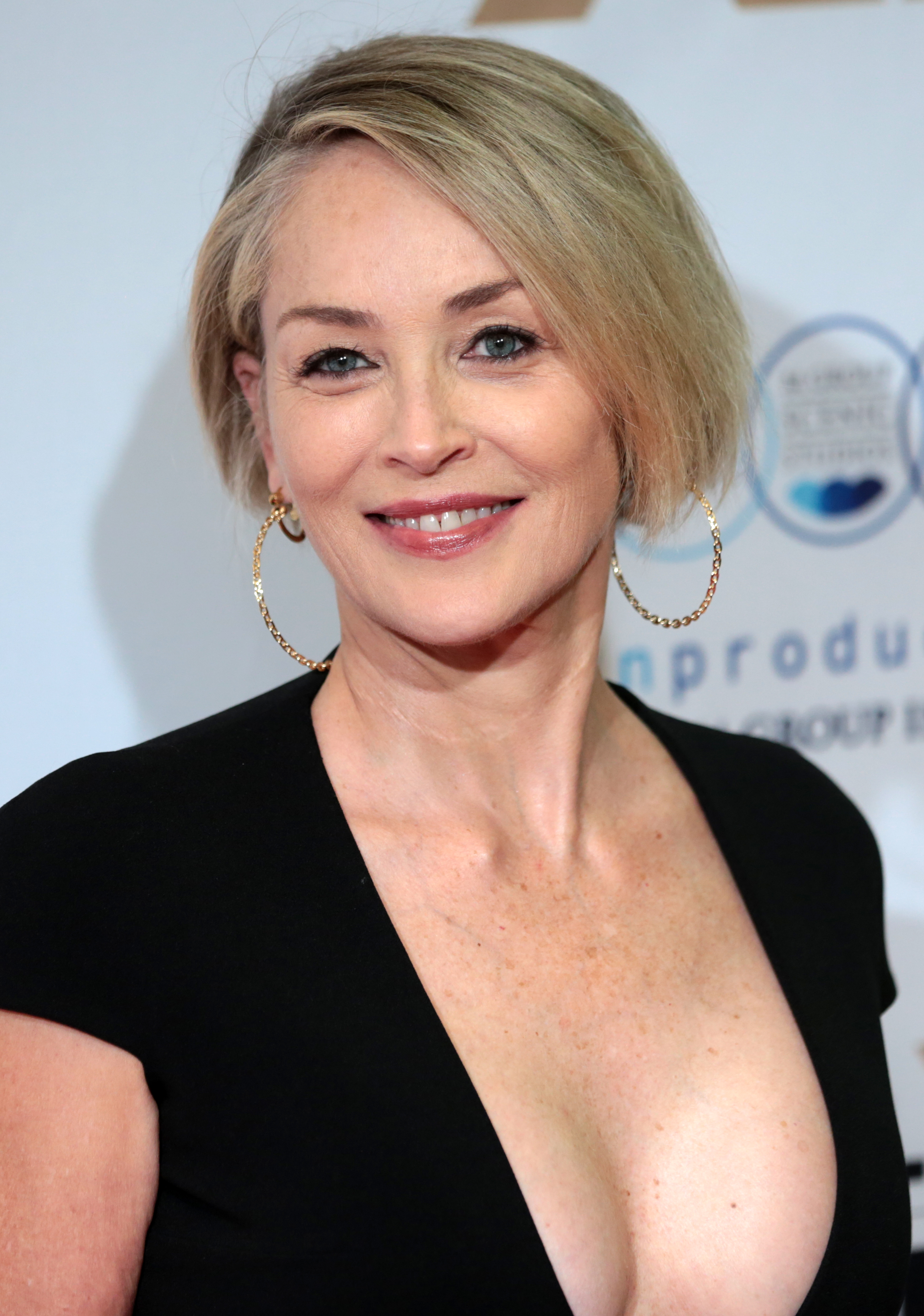
Sharon Stone interprète Lenore.

### Acteurs récurrents
- Vincent D'Onofrio (VF : Thierry Hancisse) : le gouverneur George Milburn
- Amanda Plummer (VF : Laurence Crouzet) : Louise
- Brandon Flynn : Henry Osgood
- Sophie Okonedo (VF : Annie Milon) : Charlotte Wells
- Corey Stoll : Charles Wainwright
- Alice Englert (VF : Jessica Monceau) : l'infirmière Dolly
- Jermaine Williams (en) (VF : Augustin Jacob) : Harold
- Annie Starke (en) : Lily Cartwright
- Michael Benjamin Washington : Trevor Briggs
- Rosanna Arquette : Anna

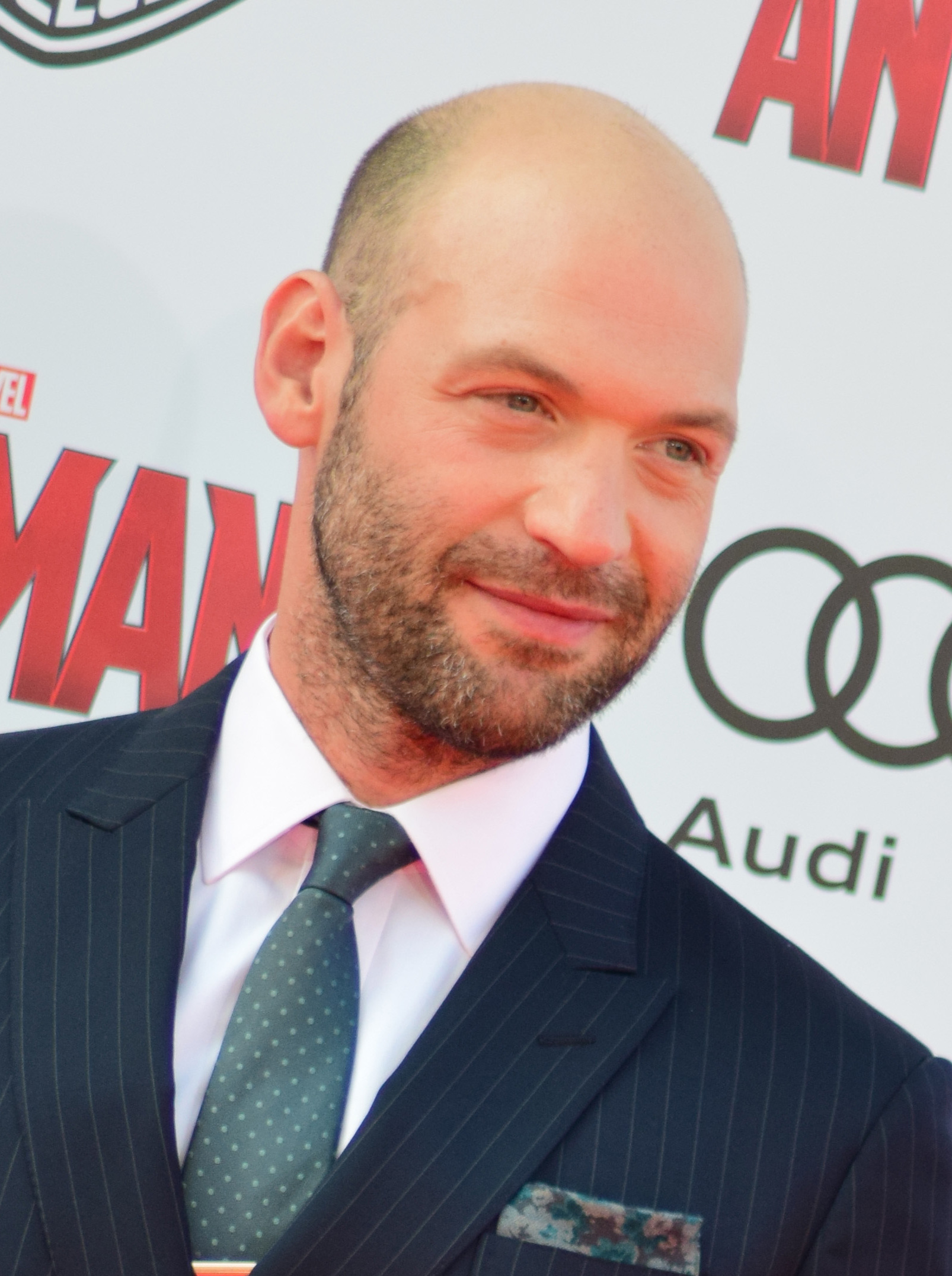
Corey Stoll interprète Charles Wainwright.
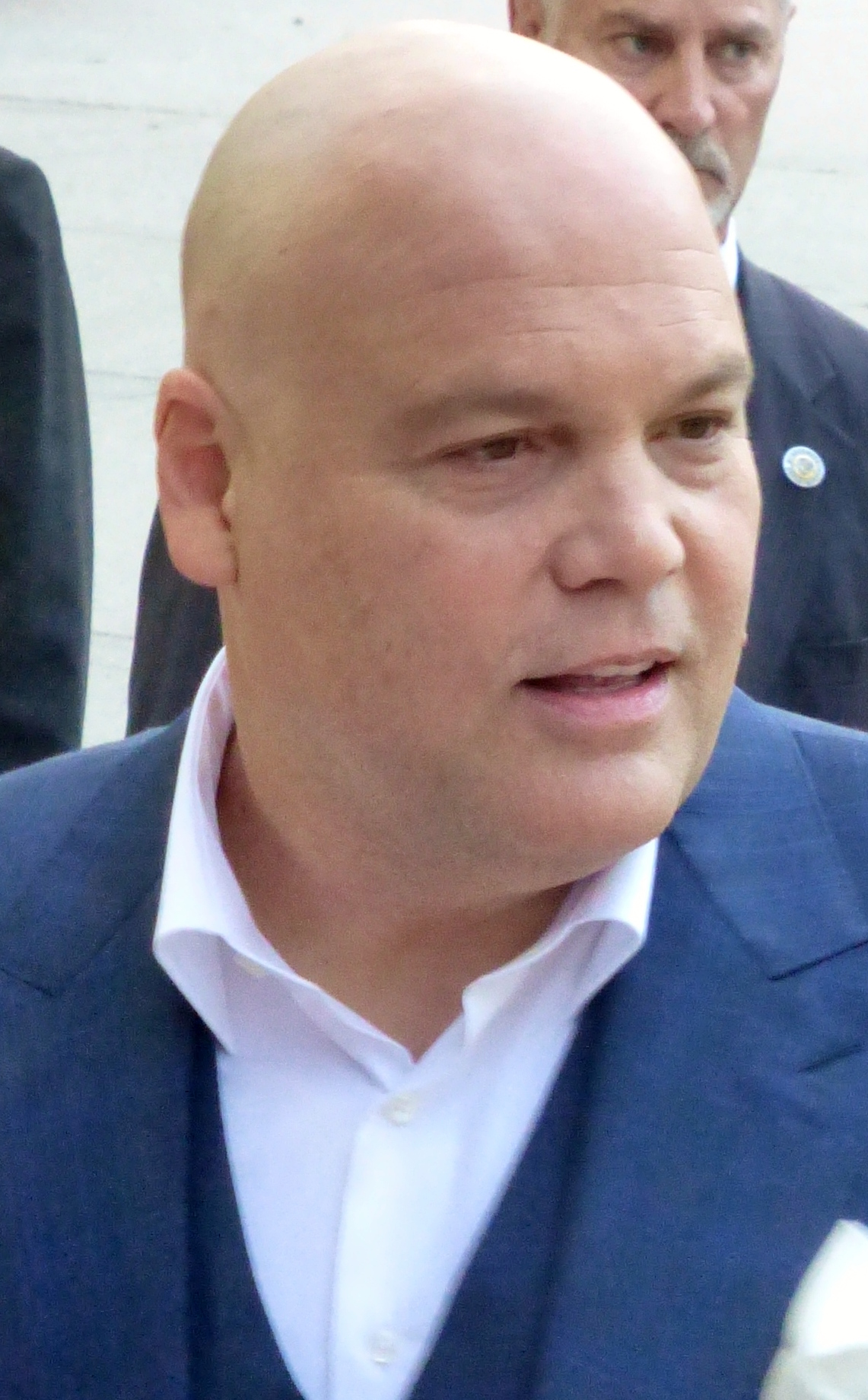
Vincent D'Onofrio interprète le gouverneur George Milburn.
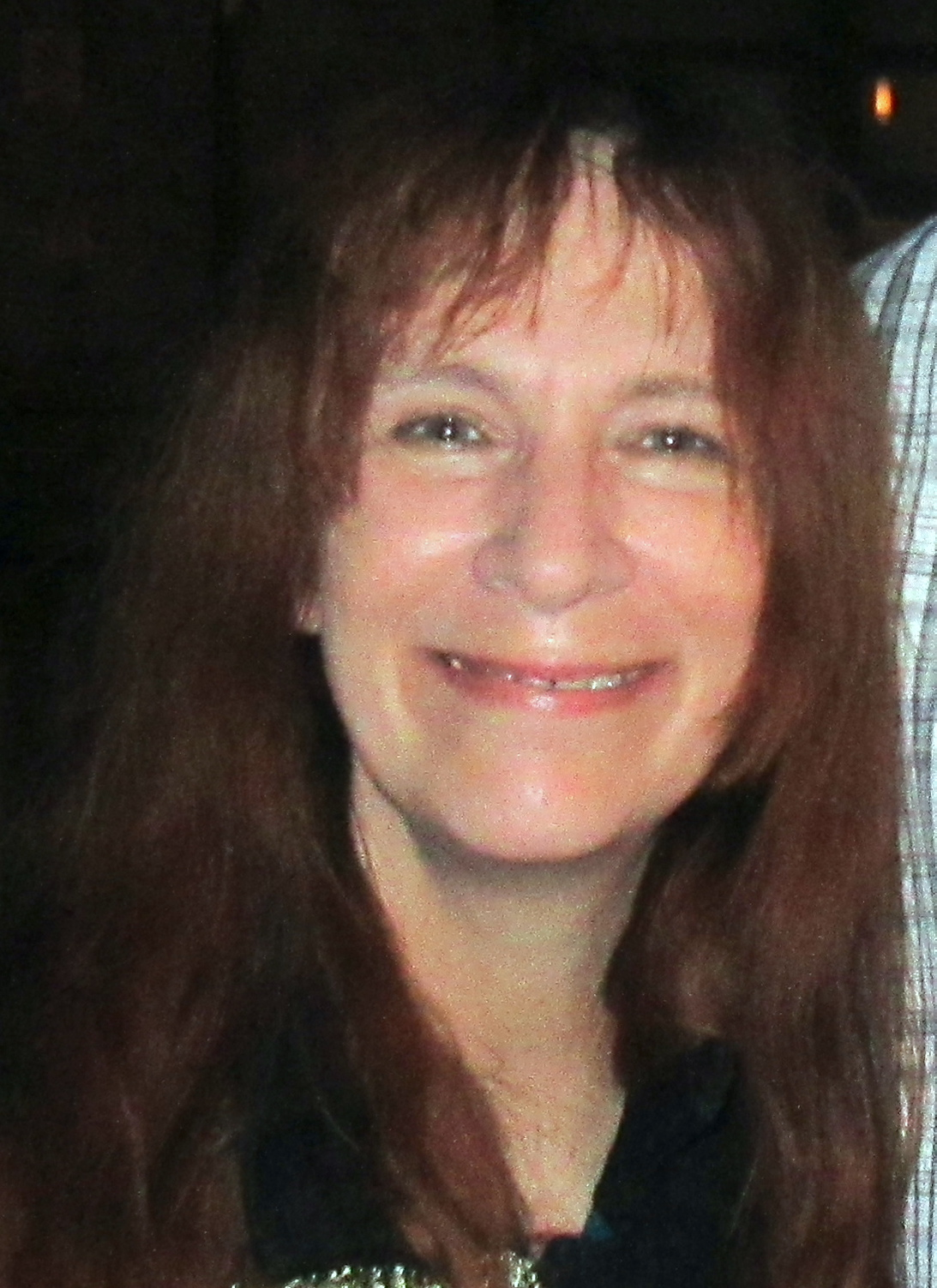
Amanda Plummer interprète Louise.
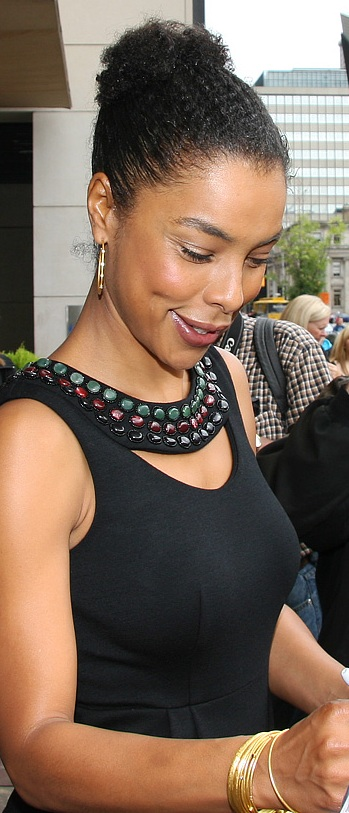
Sophie Okonedo interprète Charlotte Wells.

Version française
- Société de doublage : Imagine
- Directeur artistique : Micky Sébastian
- Adaptation des dialogues : Sébastien Charron

  Source et légende : version française (VF) sur RS Doublage

## Production

### Développement
En septembre 2017, Netflix annonce la commande de deux saisons de neuf épisodes chacune pour une série se déroulant dans l'univers du roman Vol au-dessus d'un nid de coucou de l'écrivain américain Ken Kesey, centrée sur l'infirmière Mildred Ratched. Cette double commande leur permet de remporter la série qui intéressait également le service Hulu qui était avantagé par sa filiation avec 20th Century Fox Television, dont la filiale Fox 21 Television Studios produit la série. Le service Apple TV+ était également dans la course.
Ryan Murphy rejoint le projet en tant que producteur lors de son annonce et signe pour réaliser le premier épisode.
L'acteur américain Michael Douglas, producteur du film Vol au-dessus d'un nid de coucou, opère ici en tant que producteur délégué.
En août 2022, il n'y avait aucun développement pour la deuxième saison commandée. En février 2024, Sarah Paulson a confirmé qu'il n'y aura pas de deuxième saison.

### Attribution des rôles
Lors de l'annonce du projet, Sarah Paulson signe pour le rôle de l'infirmière Mildred Ratched et pour coproduire la série. En décembre 2018, Jon Jon Briones et Finn Wittrock rejoignent la distribution. Ils sont suivis le mois suivant par Charlie Carver, Judy Davis, Harriet Sansom Harris, Cynthia Nixon, Hunter Parrish, Amanda Plummer, Corey Stoll et Sharon Stone qui viennent compléter la distribution principale de la série.
En février 2019, Vincent D'Onofrio, Rosanna Arquette, Don Cheadle, Stan Van Winkle, Dale Harman, Alice Englert, Annie Starke et Ben Crowley rejoignent la série dans des rôles potentiellement récurrents.

### Tournage
Le tournage a lieu à Los Angeles en avril 2019.

## Épisodes
1. Pilote (Pilot) - 56 minutes
2. Le Pic à glace (Ice Pick) - 50 minutes
3. L'Ange de la miséricorde (Angel of Mercy) - 50 minutes
4. L'Ange de la miséricorde : Partie 2 (Angel of Mercy: Part Two) - 53 minutes
5. Le Bal (The Dance) - 62 minutes
6. Sans attache (Got No Strings) - 45 minutes
7. La Liste (The Bucket List) - 58 minutes
8. Mildred et Edmund (Mildred and Edmund) - 59 minutes

## Accueil critique
Lors de sa diffusion, la première saison de la série divise les critiques aux États-Unis. Sur Rotten Tomatoes, elle obtient 59 % de critiques positives, avec une note moyenne de 6,33/10 sur la base de 37 critiques positives et 26 négatives. Le consensus critique établi par le site résume que la série est « indéniablement élégante mais que les intrigues de remplissage salaces et les personnages caricaturaux sapent sa production magnifique et ses performances engagées ». En effet, le surplus d'intrigues et l'écriture de certains personnages sont pointés du doigt par les critiques américaines mais les performances des acteurs, notamment Sarah Paulson et Cynthia Nixon, ainsi que la réalisation, les décors et les costumes sont salués.

## Distinctions

### Nominations
- Golden Globes 2021 :
  - Meilleure série dramatique
  - Meilleure actrice dans une série dramatique pour Sarah Paulson
  - Meilleure actrice dans un second rôle dans une série, une mini-série ou un téléfilm pour Cynthia Nixon